# Bombes sur Hong-Kong
Pour plus de détails, voir Fiche technique et Distribution.
Bombes sur Hong-Kong (God Is My Co-Pilot) est un film américain réalisé par Robert Florey, sorti en 1945.

## Synopsis
L'histoire de l'aviateur Robert Lee Scott, Jr., 34 ans, considéré comme trop vieux pour piloter dans l'United States Army Air Forces lors de la Seconde Guerre mondiale mais qui parvient à s'enrôler comme volontaire.

## Fiche technique
- Titre : Bombes sur Hong-Kong
- Titre original : God Is My Co-Pilot
- Réalisation : Robert Florey
- Scénario : Peter Milne et Abem Finkel d'après le livre de Robert Lee Scott, Jr. - William Faulkner (non crédité)
- Musique : Franz Waxman
- Photographie : Sidney Hickox
- Effets visuels : Edwin B. DuPar
- Montage : Folmar Blangsted
- Production : Robert Buckner
- Société de production : Warner Bros.
- Société de distribution : Warner Bros. (États-Unis)
- Pays de production :  États-Unis
- Genre : Action, aventure, biopic, drame et guerre
- Durée : 90 minutes
- Date de sortie : 
  - États-Unis : 7 avril 1945

## Distribution
- Dennis Morgan : le colonel Robert Lee Scott, Jr.
- Dane Clark : Johnny Petach
- Raymond Massey : le major-général Claire Lee Chennault
- Alan Hale : Big Mike Harrigan
- Andrea King : Catherine Scott
- John Ridgely : David « Tex » Hill
- Stanley Ridges : le colonel Merian « Steve » Cooper
- Craig Stevens : Ed Rector
- Warren Douglas : Bob Neale
- Mark Stevens : le sergent Baldridge
- Charles Smith : le soldat Motley
- Minor Watson : le colonel Caleb V. Haynes
- Richard Loo : Tokyo Joe

## Box-office
Le film a disposé d'un budget de 1 970 000 dollars et a rapporté 4 408 000 dollars au box-office.